# Paolo Racchia
Paolo Racchia (Bene, 7 febbraio 1792 – Torino, 15 febbraio 1849) è stato un politico italiano.

## Biografia
Padre di Carlo Alberto Racchia, fu eletto Deputato del Regno di Sardegna nel Collegio elettorale di Alba, alle Elezioni politiche nel Regno di Sardegna del 1848.